# Calder River (Inglis River)
Der Calder River ist ein Fluss im Nordwesten des australischen Bundesstaates Tasmanien.

## Geografie
Der etwa 15 Kilometer lange Fluss entspringt rund zwei Kilometer südlich der Siedlung Henrietta am Murchison Highway (A10). Von dort fließt er nach Nordwesten und mündet ungefähr zwei Kilometer westlich der Siedlung Calder in den  Inglis River.